# José Carlos Fernandes Vidigal
José Carlos Fernandes Vidigal (Luanda, 11 de julio de 1969), más conocido como Lito Vidigal, es un exfutbolista internacional angoleño que ejerce de entrenador. Desde abril de 2025 está sin equipo tras dirigir al Boavista F. C. de Portugal.

## Trayectoria

### Como jugador
Nacido en Luanda, Angola portuguesa, Vidigal pasó toda su carrera en Portugal, representando a nivel profesional a O Elvas CAD, SC Campomaiorense, CF Os Belenenses y CD Santa Clara y se retiró en 2003 a la edad de 34 años, disputando 214 partidos de la Primeira Liga y la Segunda División de Portugal.
A nivel internacional, Vidigal jugó con Angola en la Copa Africana de Naciones de 1998, con un total de 16 partidos internacionales. 

### Como entrenador
Inmediatamente después de retirarse en 2004, Vidigal asumió la dirección técnica, comenzando con los modestos AD Pontassolense y Grupo Desportivo de Ribeirão. En 2008 se mudó al Estrela da Amadora donde entreno a su hermano menor, Luís, después de regresar de un largo período en Italia, y se unió al Portimonense de la Segunda División de Portugal en febrero del año siguiente.
A finales de octubre de 2009 cuando Manuel Fernandes rescindió su contrato en la UD Leiria para volver a su club favorito Vitória Setúbal, Vidigal fue nombrado su sucesor. El 8 de enero de 2011 fue nombrado entrenador de la selección angoleña. Los Antílopes Negros se clasificaron para la Copa Africana de Naciones de 2012 en octubre, y fueron eliminados en la fase de grupos del torneo final en Gabón y Guinea Ecuatorial.
Con el objetivo declarado de ganar títulos en el extranjero en lugar de evitar el descenso en Portugal, Vidigal permaneció en África y firmó con el Al-Ittihad de Libia a partir de diciembre de 2012. En abril siguiente, abandonó Trípoli debido a la inestabilidad política.
Despedido por AEL Limassol de la Primera División de Chipre al comienzo de la campaña, Vidigal regresó a Belenenses a fines de 2013-14 reemplazando a Marco Paulo al frente del equipo ubicado en el último lugar y convirtiéndose en su tercer entrenador de la temporada. Aunque no terminó la siguiente campaña, siendo reemplazado por Jorge Simão con nueve partidos para el final, el equipo finalmente se clasificó a la UEFA Europa League después de terminar sexto.
Vidigal repitió la hazaña en 2015-16 después de llevar al Futebol Clube de Arouca a la mejor clasificación de la historia del quinto lugar, en solo el tercer año del club en la máxima categoría. Anteriormente, en marzo de 2016, renovó su contrato por dos años.
En febrero de 2017, Vidigal dejó el Arouca por el Maccabi Tel Aviv FC con un contrato de 18 meses con opción a un año más. A pesar de llevar al equipo a la posición de subcampeón detrás del Hapoel Be'er Sheva fue relevado de sus funciones por el director Jordi Cruyff al final de la temporada.
Vidigal regresó a la máxima categoría de Portugal en octubre de 2017 cuando fue contratado por el CD Aves, pero tras disputas con la directiva se fue en enero siguiente. Antes de la siguiente campaña , firmó un contrato de dos años en Vitória Setúbal, y se separó nuevamente antes de su conclusión. Días después, reemplazó al despedido Jorge Simão en el alicaído Boavista Futebol Clube.
El 17 de diciembre de 2019, tras sumar 18 puntos en 14 jornadas ligueras, Vidigal fue destituido. Regresó a Setúbal el 6 de julio siguiente, tres puntos por encima de la zona de descenso con cuatro partidos por jugar. Habiendo tenido éxito en esa tarea, pasó al Marítimo en sustitución de José Manuel Gomes.
El 4 de diciembre de 2020, con el club de Madeira en el puesto 15, Vidigal fue reemplazado por el técnico del equipo sub-23 Milton Mendes. Reemplazó a João Henriques en el Moreirense FC el 29 de noviembre del año siguiente, pero se fue después de solo un mes.

## Clubes
| Club                   | País     | Año       |
| ---------------------- | -------- | --------- |
| A. D. Pontassolense    | Portugal | 2004-2007 |
| G. D. Ribeirão         | Portugal | 2007-2008 |
| C. F. Estrela Amadora  | Portugal | 2008      |
| Portimonense S. C.     | Portugal | 2009      |
| União Leiria           | Portugal | 2009-2010 |
| Selección de Angola    | Angola   | 2011-2012 |
| AEL Limassol F. C.     | Chipre   | 2013      |
| C. F. Os Belenenses    | Portugal | 2014-2015 |
| F. C. Arouca           | Portugal | 2015-2017 |
| Maccabi Tel Aviv F. C. | Israel   | 2017      |
| Vitória Setúbal        | Portugal | 2018-2019 |
| Boavista F. C.         | Portugal | 2019      |
| Vitória Setúbal        | Portugal | 2020      |
| C. S. Marítimo         | Portugal | 2020      |
| Moreirense F. C.       | Portugal | 2021-2022 |
| Boavista F. C.         | Portugal | 2025      |

## Vida personal
Vidigal tenía 12 hermanos y hermanas, cuatro de sus hermanos varones eran futbolistas: Beto, Luís (que jugó en el Sporting CP y en la Serie A, representó a Portugal y fue entrenado en la campaña 2008-09 por Lito), Toni y Jorge. Su sobrino, André, también estuvo involucrado en el deporte profesionalmente.